# Ludwig Pfyffer
Ne doit pas être confondu avec Franz Ludwig Pfyffer.
Ludwig Pfyffer (von Altishofen), né vers 1524 à Lucerne et mort le 17 mars 1594 dans la même ville, est un homme d'État suisse, avoyer, écoutète et capitaine de lansquenets. Il appartient à la famille patricienne lucernoise des Pfyffer von Altishofen.

## Biographie
Il est le fils de Leodegar Pfyffer (Petit conseiller et trésorier) et d'Elisabeth, née Kiel. Le père de Leodegar, le Petit conseiller Johannes Pfyffer (1438-1540), est considéré comme l'ancêtre fondateur (Stammvater (de)) de la famille. Un frère de Ludwig, Jost Pfyffer (1531-1610), est négociant, conseiller, intendant (Vogt) et écoutète. Un autre, Rudolph Pfyffer (1545-1630), est aussi intendant, colonel au service des Français, Petit conseiller et banneret.
Ludwig entre au service d'Henri II comme officier en 1553, après avoir occupé diverses hautes fonctions dans son pays natal. Il se distingue à la bataille de Dreux en 1562 et est nommé colonel de la Garde suisse. Ce régiment constitue le noyau des armées de Charles IX dans les guerres de Religion qui secouent la France. Il est délégué à la Diète d'Augsbourg en 1566 en tant qu'envoyé de la Confédération, où il est adoubé chevalier par l'empereur Maximilien II.
Un an plus tard, sous les attaques répétées des huguenots, il conduit la famille royale en sécurité de Meaux à Paris,. Il participe aux batailles de Saint-Denis (novembre 1567) et de Jarnac (mars 1569) et joue un rôle décisif à celle de Moncontour (octobre 1569). Il est anobli et entre dans le prestigieux Ordre de Saint-Michel.
Après la paix de Saint-Germain, il revient à Lucerne en 1569 où il accède au poste de bourgmestre en 1571. Chef du Parti catholique de la Confédération, il lutte pour la Contre-Réforme et favorise l'unification des cantons catholiques. En 1577, il fait venir les Jésuites pour fonder un Collège, fait campagne pour la Ligue Borromée (1586) et pour l'alliance des cantons catholiques avec l'Espagne (1587), et recrute des régiments suisses pour la Ligue catholique. Ceux-ci s'illustrent lors de la bataille d'Ivry en 1590 sous le commandement de son frère Rodolphe.
En raison de son influence, il fut par la suite surnommé le « roi suisse »,. En 1571, il fait bâtir le château d'Altishofen après avoir acheté le domaine à l'ordre teutonique. En 1588, il acquiert le château entouré de douves de Wyher près d'Ettiswil. Il est considéré comme le fondateur du patriciat de Lucerne.